# Мірабіліс (компанія)
Мірабіліс була ізраїльською компанією, яка розробила програму ICQ для миттєвих повідомлень, піонера онлайн-чату, що революціонізував комунікацію в Інтернеті.

## Історія
Мірабіліс була заснована в липні 1996 року Аріком Варді, Яїром Голдфінгером, Сефі Вігізером та Амноном Аміром.
Голдфінгер, Вігізер, Варді та Амір зустрілися, працюючи на тель-авівську програмну компанію Zapa Digital Arts, яка спеціалізувалася на тривимірних графічних інструментах для Інтернету. У 1996 році вони залишили Zapa і почали працювати над ідеями нових інтернет-інновацій. Вони створили ICQ менш ніж за два місяці, але не мали фінансування. Йоссі Варді, батько Аріка Варді та один із засновників Israel Chemicals, погодився інвестувати кілька сотень тисяч доларів для розробки технології. Мірабіліс була встановлена в невеликій квартирі в Сан-Хосе, Каліфорнія, де доступ до Інтернету був дешевшим.
ICQ зростала, оскільки люди заохочували своїх друзів приєднуватися, щоб вони могли спілкуватися один з одним. Це створило потужний мережевий ефект, оскільки потенційні користувачі сильно віддавали перевагу системі, де, ймовірно, були їхні друзі.
Її було куплено America Online (AOL) за 407 мільйонів доларів у 1998 році.
AOL продала ICQ Digital Sky Technologies за 187,5 мільйона доларів 28 квітня 2010 року.